# Нетреба Олена Федорівна
Олена Федорівна Нетреба (1 червня 1933, село Степанівка, тепер Борзнянського району Чернігівської області — ?) — українська радянська діячка, лікар, завідувачка відділення Борзнянської центральної районної лікарні Чернігівської області. Депутат Верховної Ради УРСР 9—10-го скликань. Член Президії Верховної Ради УРСР 10-го скликання.

## Біографія
Освіта вища. Закінчила Київський медичний інститут імені академіка Богомольця.
З 1957 року — лікар-педіатр Грем'яцької дільничної лікарні Новгород-Сіверського району Чернігівської області.
З 1960 року — лікар-інфекціоніст, з 1963 року — завідувачка відділення Борзнянської центральної районної лікарні Чернігівської області.
Потім — на пенсії в селі Степанівка Борзнянського району Чернігівської області.

## Нагороди
- ордени
- медалі